# Mokre (Głubczyce)
Mokre  (deutsch Mocker, tschechisch Mokré) ist eine Ortschaft in Oberschlesien. Der Ort liegt in der Gmina Głubczyce im Powiat Głubczycki in der Woiwodschaft Oppeln in Polen.

## Geographie

### Geographische Lage
Das Angerdorf Mokre liegt 12 Kilometer südwestlich der Kreisstadt und des Gemeindesitzes Głubczyce (Leobschütz) sowie 75 Kilometer südwestlich der Woiwodschaftshauptstadt Opole (Oppeln). Der Ort liegt in der Nizina Śląska (Schlesische Tiefebene) innerhalb der Płaskowyż Głubczycki (Leobschützer Lößhügelland). Der Ort liegt am südöstlichen Ausläufer des Zuckmanteler Berglands im Landschaftsschutzgebiet Mokre - Lewice (poln. Obszar Chronionego Krajobrazu Mokre – Lewice). Westlich des Dorfes liegt der Cygańska Góra (Zigeunerberg) mit einer Höhe von 475 m. Durch den Ort fließt die Ciekiec. Südöstlich des Dorfes verläuft die Landesstraße Droga krajowa 38 sowie die Bahnstrecke Racibórz–Krnov. 

### Nachbarorte
Nachbarorte von Mokre sind im Nordosten Dobieszów (Dobersdorf), im Süden Mokre-Kolonia (Kolonie Mocker) sowie im Westen Dobieszów (Radynia).

## Geschichte

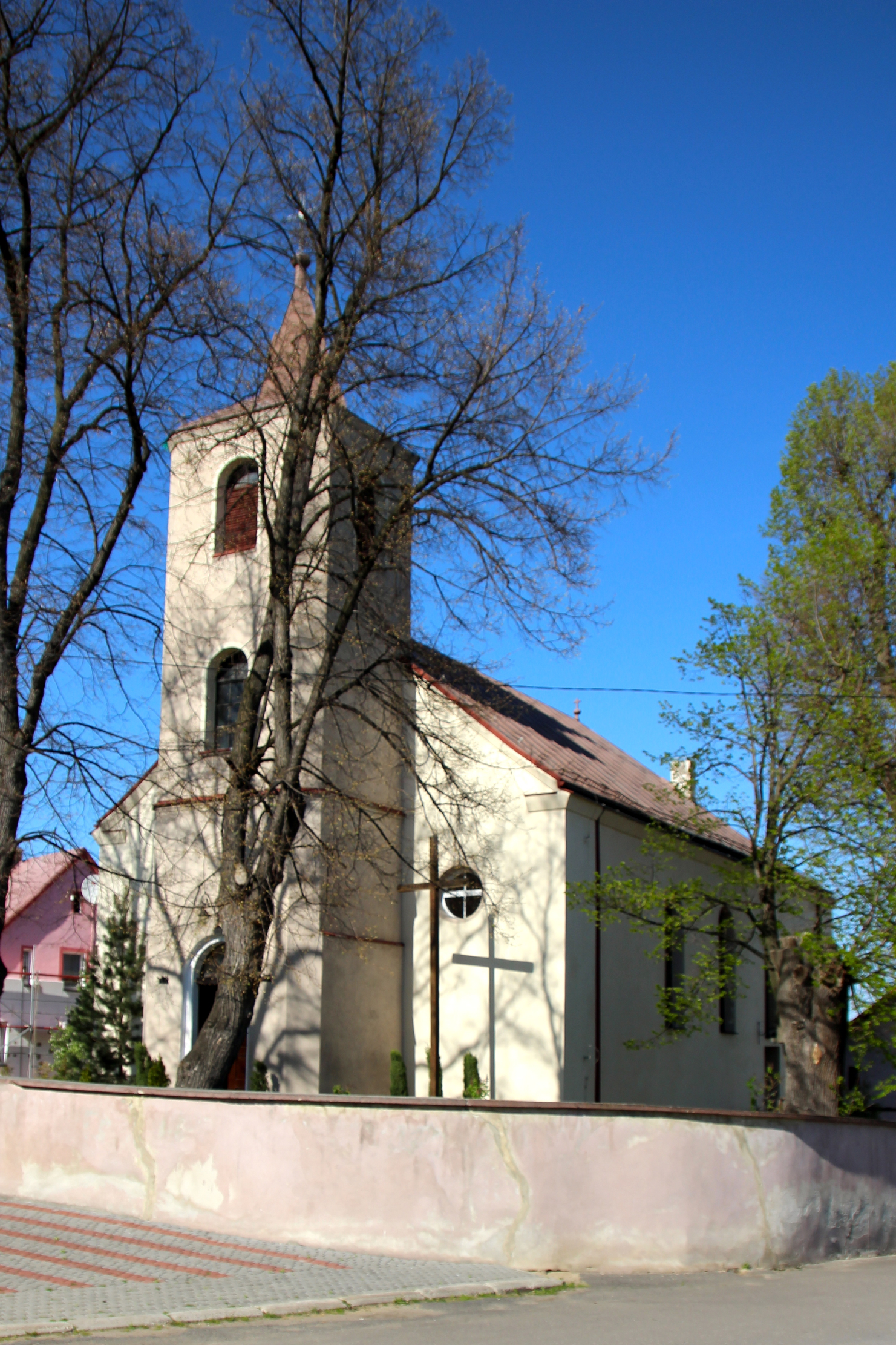
Katholische Kirche St. Maximilian Kolbe

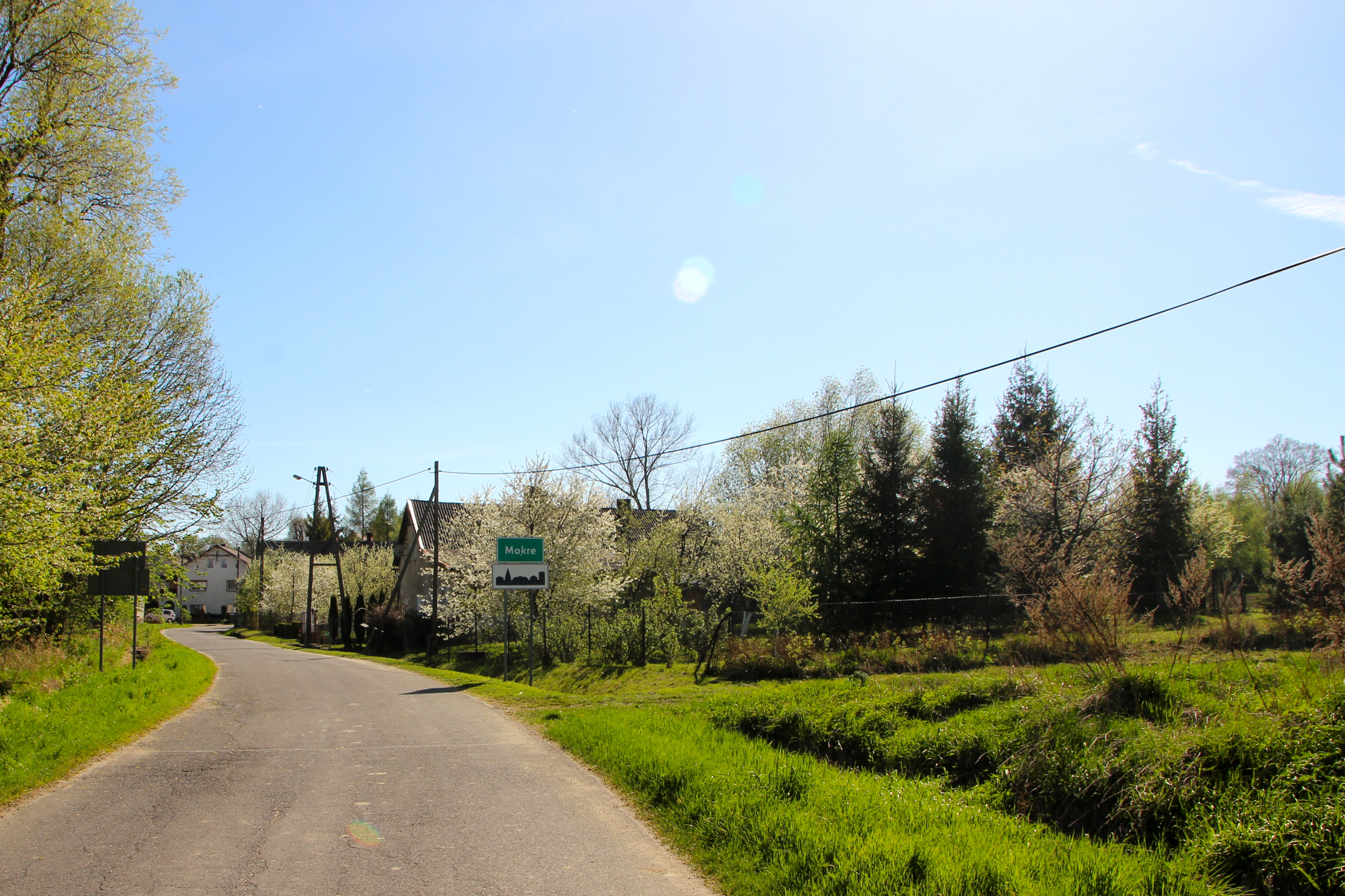
Dorfpartie

Der Ort wurde 1377 erstmals als Mocre erwähnt. Der Ortsname leitet sich vom polnische Begriff Mokre (dt. Nass, Feucht) ab.
Nach dem Ersten Schlesischen Krieg 1742 fiel Mocker mit dem größten Teil Schlesiens an Preußen. 1743 wurde im Ort eine evangelische Kirche erbaut. 1749 wurde im Ort eine evangelische Schule eingerichtet, welche 1751 ein steinernes Schulhaus erhielt.
Nach der Neuorganisation der Provinz Schlesien gehörte die Landgemeinde Mocker ab 1816 zum Landkreis Leobschütz im Regierungsbezirk Oppeln. 1822 zerstörte ein Feuer einige Gebäude im Ort, darunter auch die katholische Kirche, die evangelische Kirche und die evangelische Schule. 1825 wurde das Schulgebäude wieder aufgebaut, 1829 wiederum die evangelische Kirche. Die Kirche wurde fortan als Simultankirche genutzt. 1845 bestanden im Dorf ein Vorwerk, eine evangelische Kirche, eine evangelische Schule, eine katholische Schule, eine Brennerei, eine Windmühle und 86 Häuser. Im gleichen Jahr lebten in Mocker 510 Menschen, davon 63 katholisch. 1861 zählte Mocker 8 Bauern, 25 Gärtner- und 52 Häuslerstellen. 1874 wurde der Amtsbezirk Dobersdorf gegründet, welcher die Landgemeinden Dobersdorf und Mocker und den Gutsbezirk Dobersdorf umfasste.
Bei der Volksabstimmung in Oberschlesien am 20. März 1921 stimmten in Mocker 622 Personen für einen Verbleib bei Deutschland und 1 für Polen. Mocker verblieb wie der gesamte Stimmkreis Leobschütz beim Deutschen Reich. 1923 wurde das Dorf elektrifiziert. 1933 zählte der Ort 555 Einwohner, 1939 wiederum 578. Bis 1945 gehörte der Ort zum Landkreis Leobschütz.
1945 brannte die evangelische Kirche nieder. Der bisher deutsche Ort kam unter polnische Verwaltung, wurde in Mokre umbenannt und der Woiwodschaft Schlesien angeschlossen. 1950 wurde Mokre der Woiwodschaft Oppeln zugeteilt. 1999 wurde es Teil des wiedergegründeten Powiat Głubczycki.

## Sehenswürdigkeiten
- Katholische Kirche St. Maximilian Kolbe (św. Maksymiliana Kolbe), erbaut 1982/83 anstelle der 1945 niedergebrannten evangelischen Kirche
- Reste des evangelischen Friedhofs
- Wegekapelle

## Vereine
- Fußballverein LZS Pogranicze Mokre

## Söhne und Töchter des Ortes
- Dietrich Meyer (* 1937), deutscher evangelischer Theologe und Kirchenhistoriker